# Aksel Nõmmela
Aksel Nõmmela (Tallinn, 22 ottobre 1994) è un ex ciclista su strada estone, attivo dal 2016 al 2020 in formazioni UCI.

## Palmarès
- 2011 (Juniores)

4ª tappa Tour de la Région de Łódź (Łask > Łask)
- 2017 (Leopard Pro Cycling, una vittoria)

3ª tappa Triptyque des Monts et Châteaux (Ath > Chièvres)
- 2018 (BEAT Cycling Club, una vittoria)

Grand Prix Albert Fauville-Baulet

## Piazzamenti

### Competizioni mondiali
- Campionato del mondo

Copenaghen 2011 - In linea Junior: 19º
Valkenburg 2012 - In linea Junior: 107º
Richmond 2015 - In linea Under-23: 106º
Doha 2016 - In linea Under-23: 8º
Bergen 2017 - In linea Elite: ritirato

### Competizioni continentali
- Campionati europei

Offida 2011 - In linea Junior: 71º
Goes 2012 - Cronometro Junior: 59º
Goes 2012 - In linea Junior: 21º
Olomouc 2013 - In linea Under-23: ritirato
Nyon 2014 - In linea Under-23: 60º
Tartu 2015 - In linea Under-23: 88º
Plumelec 2016 - In linea Under-23: 43º
Herning 2017 - In linea Elite: 7º
Glasgow 2018 - In linea Elite: 22º
Alkmaar 2019 - In linea Elite: ritirato
- Giochi europei

Baku 2015 - In linea Elite: 47º